# Tineigidia eremica
Tineigidia eremica là một loài bướm đêm trong họ Geometridae.